# Francesca da Rimini (film 1922)
Francesca da Rimini è un film muto del 1922 diretto da Mario Volpe e da Carlo Dalbani.